# Le Beausset
Le Beausset is een gemeente in het Franse departement Var (regio Provence-Alpes-Côte d'Azur) en telt 8410 inwoners (2004). De plaats maakt deel uit van het arrondissement Toulon.

## Geografie
De oppervlakte van Le Beausset bedraagt 35,9 km², de bevolkingsdichtheid is 234,3 inwoners per km².
De onderstaande kaart toont de ligging van Le Beausset met de belangrijkste infrastructuur en aangrenzende gemeenten.

## Demografie
Onderstaande figuur toont het verloop van het inwonertal (bron: INSEE-tellingen).